# Megyaszó
Megyaszó is een plaats (község) en gemeente in het Hongaarse comitaat Borsod-Abaúj-Zemplén. Megyaszó telt 3118 inwoners (2001).